# Storm (album)
Storm je sedmé album od norské kapely Theatre of Tragedy.

## Seznam skladeb
1. „Storm“ – 3:46
2. „Silence“ – 3:47
3. „Ashes & Dreams“ – 4:06
4. „Voices“ – 3:30
5. „Fade“ – 5:58
6. „Begin & End“ – 4:27
7. „Senseless“ – 4:33
8. „Exile“ – 4:02
9. „Disintegration“ – 4:48
10. „Debris“ – 5:03
11. „Beauty In Destruction“ (Digi-book edition)
12. „Storm (Tornado Mix)“ (Digi-book edition)